# Robert Motherwell
Robert Motherwell (24. ledna 1915, Aberdeen, Washington, USA – 16. července 1991, Provincetown, Massachusetts) byl americký malíř surrealismu a abstraktního expresionismu.
Navštěvoval krátce California School of Fine Arts v San Franciscu, poté na Stanfordově, Harvardově, grenobelské a columbijské universitě studoval filosofii. Tato neobvyklá kombinace akademického vzdělání mu umožnila zaujímat autoritativní stanoviska k různým aspektům a teoriím moderního umění, zvláště k americké variantě abstraktního expresionismu, kterou pomáhal formulovat ve 40. letech dvacátého století.
Profesionálně začal malovat až roku 1941 díky vlivu Roberta Matty. Pro Motherwellovi velké obrazy byly často charakteristické podvědomé náčrty. Tento způsob malby vznikl na základě jeho zájmu o Freudovu psychoanalýzu a interpretaci snů. Spolu s Markem Rothkem a dalšími založil hnutí „Subject of the Artist“ s cílem podpořit rozvoj další generace. Zabýval se také aspekty symbolismu.

## Dílo
- Elegie v chromové žluti
- Elegie na Španělskou republiku
- Vlivy elegie na Bolton Landing.